# Étables
Étables é uma comuna francesa na região administrativa de Auvérnia-Ródano-Alpes, no departamento de Ardèche. Estende-se por uma área de 15,7 km². Em 2010 a comuna tinha 930 habitantes (densidade: 59,2 hab./km²).